# Zhuchengtyrannus
Zhuchengtyrannus là một chi khủng long, được Hone et al. mô tả khoa học năm 2011.